# Compsophorus thoracicus
Compsophorus thoracicus är en stekelart som först beskrevs av Morley 1917.  Compsophorus thoracicus ingår i släktet Compsophorus och familjen brokparasitsteklar. Inga underarter finns listade i Catalogue of Life.